# 鶴田竜二
鶴田 竜二（Ryuji Tsuruta、つるた りゅうじ、1966年3月25日 - ）は、日本のレーシングライダー、実業家。愛知県安城市出身。血液型B型。

## 経歴
1984年ロードレースデビュー。清水國明のチーム國武舞レーシングに籍を置き、鈴鹿4時間耐久ロードレースなどに清水とペアを組み参戦。1989年、カワサキ『チーム・グリーン』のオーディションに合格し、移籍加入。1990年には全日本ロードレース選手権TT-F3クラスで、同クラスでカワサキ初となるシリーズチャンピオンを獲得。2000年にS-Nk（スーパーネイキッド）クラスで自身2度目の全日本チャンピオンを獲得。その後、自身のチームである『TRICK★STAR RACING（トリックスターレーシング）』を結成。監督兼ライダーとしてレースに参戦。
TRICK★STAR RACINGは、2009年の鈴鹿8時間耐久ロードレースで、プライベータートップとなる2位表彰台を獲得した（鶴田自身は第3ライダー登録していたが、決勝では監督に専念しチームをマネージメント）。
2010年、TRICK STAR RACINGとエヴァンゲリオンレーシングのコラボレーションを実現させ、サーキットを盛り上げた。

## 戦績
1984年
イーグルレーシング所属、鈴鹿200kmでロードレースデビュー。
1985年
國武舞レーシングへ移籍。鈴鹿2時間耐久ロードレース　決勝2位（ペアライダー/清水國明）、鈴鹿4時間耐久ロードレース　決勝リタイヤ（ペアライダー/清水國明）。
1986年
ジュニアクラス昇格（国内A級）。鈴鹿地方選手権シリーズ参戦。
1987年
全日本選手権ジュニアF3クラス参戦。全日本選手権 鈴鹿2&4大会予選2位、決勝5位。全日本選手権SUGO大会決勝5位。全日本選手権筑波大会決勝12位。
1988年
全日本選手権ジュニアF3クラス参戦。全日本選手権西日本大会決勝8位。全日本選手権SUGO大会決勝9位。鈴鹿4時間耐久レース（ペアライダー/清水國明）決勝7位。
1989年
チーム・グリーンに移籍。全日本選手権ジュニアF3クラス参戦、シリーズランキング9位。鈴鹿6時間耐久レース予選1位、決勝優勝。HSP耐久レース予選1位、決勝優勝。
1990年
国際A級昇格。全日本選手権TT-F3クラス参戦、シリーズチャンピオン獲得。鈴鹿8時間耐久ロードレース決勝26位。
1991年
パンパシフィック選手権参戦（海外参戦）、シリーズランキング2位。鈴鹿8時間耐久ロードレース決勝4位（ペアライダー/北川圭一。日本人ペア最上位）。
1992年
HRCサテライトチームのスクーデリア・オクムラに移籍。全日本選手権GP-500クラスにNSR500で参戦、シリーズランキング9位。鈴鹿8時間耐久ロードレース決勝4位（ペアライダー/フレディ・スペンサー）。
1993年
全日本選手権GP500クラス参戦、シリーズランキング9位。
1994年
チームマジージャパンへ移籍。全日本選手権スーパーバイククラス参戦、シリーズランキング13位。
1995年
チームオメガポイント（チームマジージャパンの改名）所属。全日本選手権スーパーバイククラス参戦、シリーズランキング14位。鈴鹿8時間耐久ロードレース予選9位、決勝リタイヤ（チーム阪神ライディングスクール）。
1996年
Team IWAKI K'sガレージ・D.D.BOY'sへ移籍。全日本選手権スーパーバイククラス参戦、シリーズランキング16位。鈴鹿8時間耐久ロードレース予選18位、決勝リタイヤ。
1997年
全日本選手権スーパーバイククラス第11戦スポット参戦決勝12位。NK-1クラス予選5位、決勝2位（チームイエローコーン）。GRANDSLAM 4 HUGE-1クラス予選2位決勝優勝（チームイエローコーン）。テイストオブフリーランスF-ZEROクラス、予選2位、決勝2位（チームイエローコーン）。鈴鹿8時間耐久ロードレース予選23位、決勝12位（チーム阪神ライディングスクール）。
1998年
イエローコーンに移籍。全日本選手権スーパーバイク混走のS-NKクラス参戦。
1999年
全日本選手権スーパーバイク混走のS-Nkクラス参戦、シリーズランキング2位（チームイエローコーン／カワサキサテライト）。世界耐久選手権『鈴鹿8時間耐久ロードレース』決勝6位（チーム阪神ライディングスクール／カワサキサテライト）。
2000年
全日本選手権スーパーバイク混走のS-Nkクラス参戦、2度目のシリーズチャンピオン獲得。鈴鹿8時間耐久ロードレース決勝5位（チーム阪神ライディングスクール）。もてぎ7時間耐久ロードレース決勝5位（チームTRICK★STARレーシング）。
2001年
鶴田が結成した自らのチーム、TRICK★STARレーシングで全日本ロードレース参戦を開始。全日本選手権ST600クラス参戦、シリーズランキング5位（チームTRICK★STARレーシング）。 全日本選手権スーパーバイククラス最終戦2&4にスポット参戦、決勝総合9位、クラス2位（チームヨシムラ）。バトル・オブ・ザ・ツイン予選1位、決勝優勝（チームティグクラフト/アプリリア）。鈴鹿8時間耐久ロードレース決勝19位（チーム阪神ライディングスクール）。もてぎ7時間耐久ロードレース、決勝5位（チーム200over's with TRICK★STAR）。テイスト・オブ・フリーランス F-ZEROクラス予選1位、決勝優勝（チームAutoMagic＆TRICK★STAR）。スーパーモタードOVER ALL、決勝3位。
2002年
全日本ロードレース選手権スーパーバイククラス、スポット参戦（チーム阪神ライディングスクール）。全日本ロードレース選手権ST600クラス、スポット参戦（チームTRICK★STARレーシング）。鈴鹿8時間耐久ロードレース決勝リタイヤ（チーム阪神ライディングスクール）。もてぎ7時間耐久ロードレース決勝44位（チームTRICK★STARレーシング）。テイスト・オブ・フリーランス F-ZEROクラス予選2位、決勝優勝（チームTRICK★STAR＆T.G.N）。
2003年
全日本ロードレース選手権ST600クラス参戦、シリーズランキング7位（チームZOIL TRICK★STARレーシング）。鈴鹿8時間耐久ロードレース決勝総合12位、クラス4位（モリワキレーシング）。つくば3時間耐久予選1位、決勝5位（チームZOIL TRICK★STARレーシング）。
2004年
全日本ロードレース選手権 ST600クラス・JSB1000クラス参戦。ST600クラスシリーズランキング9位（チームZOIL TRICK★STARレーシング）。鈴鹿8時間耐久ロードレース（PPS TRICK★STAR & 阪神ライディングスクール）。つくば3時間耐久予選4位、決勝6位（チームZOIL TRICK★STARレーシング）。
2005年
全日本ロードレース選手権ST600クラス参戦。ST600クラスシリーズランキング10位（チームZOIL TRICK★STAR MAX）。鈴鹿300Km耐久ロードレース予選5位、決勝リタイヤ（チームTRICK★STAR & B-LINE）。鈴鹿8時間耐久ロードレース予選16位、決勝総合42位（チームTRICK★STAR & B-LINE）。
2006年
全日本ロードレース選手権ST600クラス、スポット参戦。ST600クラスシリーズランキング19位（チームTRICK★STAR MAX）。鈴鹿300Km耐久ロードレース予選17位、決勝7位（チームTRICK★STAR & B-LINE）。鈴鹿8時間耐久ロードレース予選19位、決勝総合8位、クラス3位（チームTRICK★STAR & B-LINE）。
2007年
全日本ロードレース選手権ST600クラス全戦参戦（チームTRICK★STAR タミトン-R）。鈴鹿300Km耐久ロードレース予選19位、決勝15位（ZOIL TRICK☆STAR）。鈴鹿8時間耐久ロードレース予選20位、決勝13位（ZOIL TRICK☆STAR）。
2008年
全日本ロードレース選手権ST600クラス スポット参戦（TRICK★STAR）。鈴鹿300Km耐久ロードレース、鈴鹿8時間耐久ロードレース参戦。
2009年
全日本ロードレース選手権JSBクラス参戦（TRICK★STAR）、ライダーに井筒仁康を起用。鈴鹿300Km耐久ロードレース参戦、決勝リタイヤ（TRICK★STAR、ライダー井筒仁康/武石伸也）。鈴鹿8時間耐久ロードレース決勝2位（TRICK★STAR、ライダー井筒仁康/武石伸也/鶴田竜二）。
2010年
エヴァンゲリオンレーシングとTRICK STAR RACINGのコラボ、「エヴァンゲリオンRT初号機TRICK☆STAR」として全日本ロードレース（ライダー武石伸也、芹沢太麻樹）、鈴鹿8時間耐久ロードレース（ライダー武石伸也/芹沢太麻樹/今野由寛）に参戦。鶴田は監督としてチームをマネージメント。
2019年　
ボンネビル・モーターサイクルスピードトライアル、電動バイククラスに参戦し、世界最高速記録樹立（スピード204mph（329km/h））。